# ジャルフレージー
ジャルフレージー（英語: Jalfrezi / jhal frezi / zalfrezi / jaffraziなど、ジャルフレジやジャルフレーズィーとも表記）は、肉や魚、野菜をスパイスとともに油で炒めて作る南アジアのカレーの一種である。食材に青唐辛子が含まれていることからも分かる通り、ジャルフレージーは比較的辛い部類の料理に属する。このため、ジャルフレージーを食べるときにクリームを混ぜることで辛さを抑えて食べる人もいる。他によく使用する食材としては、ピーマンや玉ねぎ、トマトなどがある。
原形となるジャルフレージーのレシピは、イギリス領インド帝国時代の料理本に初めて現れる。そのレシピでは、ジャルフレージーは残り物のご飯（ヒンドゥー教のタブー）を使い切るため、唐辛子と玉ねぎを入れて残飯を炒める方法をとっていた。料理名の英語の綴りは口語ベンガル語のjhālpharezīに由来しており、jhālはベンガル語で辛い食べ物を意味する。また、ウルドゥー語/ペルシア語でジャルフレージーを表すparhezīは食事可能であることを意味する
2011年の調査では、ジャルフレージーはイギリスのインド料理店で最も人気のある料理となっている。